# Kronkelwaard

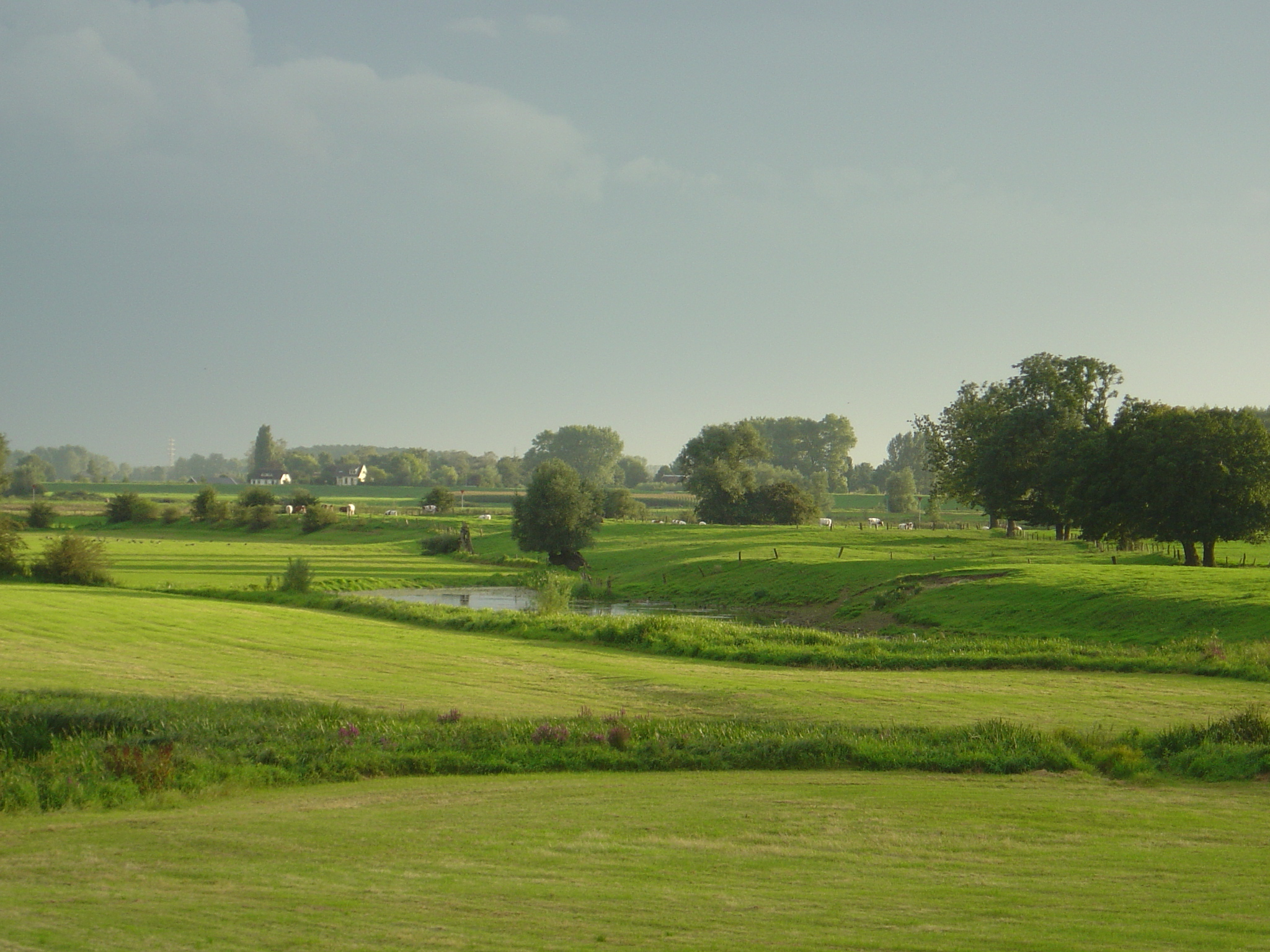
Uiterwaard bij van de IJssel bij Olst

Een kronkelwaard is een gebied dat zich bevindt binnen een (vroegere) meander van een rivier en dat een reliëfrijk landschap van stroomruggen en dalen te zien geeft.
De sikkelvormige stroomruggen hopen zich als zandduinen op in de binnenbocht van de rivier, terwijl aan de buitenbocht erosie plaatsvindt. Zo ontstaan kronkelwaardbanken terwijl de rivier telkens verder naar buiten schuift.
Aldus ontstaat een landschap van afwisselend kronkelwaardruggen en -geulen. Deze afwisseling kan bovendien versterkt zijn doordat de mens de hoge gedeelten anders benutte dan de lagere gedeelten.
Kronkelwaarden ontstaan tegenwoordig nauwelijks meer, omdat de rivieren door dijken, kribben en dammen aan banden zijn gelegd. Dit maakt de resterende kronkelwaarden tot aardkundige monumenten.